# Anders Wilhelm Ingman
Anders Wilhelm Ingman, född 7 juli 1819 i Lochteå, död 5 september 1877 i Helsingfors, var en finländsk teolog. Han var bror till Erik Alexander Ingman.
Ingman blev student 1838 och indrogs snart i den pietistiska rörelsen samt uppträdde bland annat med flera smärre skrifter till dess försvar. Efter avlagda filosofie kandidat- och prästexamina tjänstgjorde han som präst i Österbotten. På uppdrag översatte han Bibeln till finska (1859), speciminerade för teologie doktorsgrad med avhandlingen Om det bibliska trosbegreppet (1860), där han liksom i sin följande vetenskapliga produktion anslöt sig till Johann Tobias Becks bibelteologiska riktning, blev licentiat 1861 och skötte från 1862 professuren i biblisk exegetik vid Helsingfors universitet, sedan 1864 som ordinarie. 
Iingman utgav Uppsatser i biblisk-teologiska ämnen (1865–67), Bibliska betraktelser (1868–77) och Bibelns lära om rättfärdiggörelsen och försoningen (1870). På finska utgav han förklaringar till Bibeln, det första exegetiska arbetet på detta språk. Genom sin fromma karaktär utövade han stort inflytande på sina elever. 